# لیگ ملت‌های والیبال مردان ۲۰۱۸
لیگ ملت‌های والیبال مردان ۲۰۱۸ نخستین دوره از لیگ ملت‌ها، تورنمنت سالانهٔ بین‌المللی والیبال مردان می‌باشد که با رقابت ۱۶ تیم ملی جایگزین لیگ جهانی سابق در تقویم بین‌المللی شده بود. این رقابت بین مه و ژوئیهٔ ۲۰۱۸ برگزار گردید و دور نهایی نیز در ورزشگاه پیر مائوروی، وینو دسک، کلان‌شهر لیل، فرانسه برگزار شد.
روسیه با شکست دادن فرانسه در سه ست متوالی رقابت نهایی، برندهٔ نسخهٔ آغازین لیگ ملت‌ها شد. هر دو تیم حاضر در رقابت پایانی پیش از این در لیگ جهانی قهرمان شده بودند - روسیه سه مرتبه و فرانسه دو مرتبه. ایالات متحده، که دو بار قهرمان لیگ جهانی شده بود، قهرمان المپیک و قهرمان ۹-بارهٔ لیگ جهانی، برزیل را در رقابت کسب مدال برنز در ست‌های پیاپی شکست داد. ماکسیم میخائیلوف از روسیه، که باارزش‌ترین بازیکن (MVP) لیگ جهانی ۲۰۱۱ انتخاب شده بود نیز به عنوان باارزش‌ترین بازیکن انتخاب شد.
کره جنوبی آخرین تیم چلنجر پس از دور مقدماتی شد و پرتغال به عنوان برندهٔ جام چلنجر ۲۰۱۸ جایگزین این تیم در نسخهٔ ۲۰۱۹ گردید.

## راه‌یابی
شانزده تیم به رقابت راه پیدا کردند. ۱۲ تای آن‌ها به عنوان تیم‌های اصلی واجد شرایط برای حضور در رقابت‌ها بودند و سقوط نمی‌کردند. چهار تیم دیگر به عنوان تیم‌های چلنجر انتخاب شدند که سقوط آن‌ها محتمل بود.
| راه‌یابی      | راه‌یافته            |
| ------------ | ------------------- |
| تیم‌های اصلی  | آرژانتین            |
| تیم‌های اصلی  | برزیل               |
| تیم‌های اصلی  | چین                 |
| تیم‌های اصلی  | فرانسه              |
| تیم‌های اصلی  | آلمان               |
| تیم‌های اصلی  | ایران               |
| تیم‌های اصلی  | ایتالیا             |
| تیم‌های اصلی  | ژاپن                |
| تیم‌های اصلی  | لهستان              |
| تیم‌های اصلی  | روسیه               |
| تیم‌های اصلی  | صربستان             |
| تیم‌های اصلی  | ایالات متحده آمریکا |
| تیم‌های چلنجر | استرالیا            |
| تیم‌های چلنجر | بلغارستان           |
| تیم‌های چلنجر | کانادا              |
| تیم‌های چلنجر | کرهٔ جنوبی           |

## قالب

### دور مقدماتی
۱۶ تیم به شکل نوبت‌گردشی با میزبانی حداقل یک گروه توسط هر تیم اصلی به رقابت پرداختند. تیم‌ها در هر هفته به ۴ گروه ۴ تیمی تقسیم شدند و به مدت ۵ هفته و در کل ۱۲۰ دیدار، با هم مسابقه دادند. ۵ تیم برتر پس از مرحلهٔ مقدماتی به میزبان دور نهایی پیوستند. تیم سقوط کننده تنها شامل یکی از چهار تیم چلنجر بود و آخرین تیم رده‌بندی از بین تیم‌های چلنجر از لیگ ملت‌های ۲۰۱۹ کنار گذاشته شد. قهرمان جام چلنجر به عنوان تیم چلنجر به دورهٔ بعدی راه پیدا می‌کرد.

### دور نهایی
شش تیم راه‌یافته در ۲ گروه ۳ تیمی به صورت نوبت‌گردشی بازی کردند. دو تیم برتر هر گروه برای نیمه‌نهایی‌ها انتخاب شدند. در این دور برندهٔ هر گروه به مصاف تیم دوم گروه دیگر رفت. برندگان نیمه‌نهایی‌ها برای کسب عنوان لیگ ملت‌ها با هم رقابت کردند. بازندگان نیز برای کسب جایگاه سوم با هم دیدار کردند.

## ترکیب گروه‌ها
وضعیت کلی گروه‌ها در ۱۶ فوریهٔ ۲۰۱۸ مشخص گردید.

### دور مقدماتی
| هفته ۱                                          | هفته ۱                                           | هفته ۱                                         | هفته ۱                                         | هفته ۱ |
| گروه ۱ فرانسه                                   | گروه ۲ چین                                       | گروه ۳ لهستان                                  | گروه ۴ صربستان                                 |        |
| ----------------------------------------------- | ------------------------------------------------ | ---------------------------------------------- | ---------------------------------------------- | ------ |
| استرالیا · فرانسه · ایران · ژاپن                | آرژانتین · بلغارستان · چین · ایالات متحده آمریکا | کانادا · لهستان · روسیه · کرهٔ جنوبی            | برزیل · آلمان · ایتالیا · صربستان              |        |
| هفته ۲                                          |                                                  |                                                |                                                |        |
| گروه ۵ بلغارستان                                | گروه ۶ برزیل                                     | گروه ۷ آرژانتین                                | گروه ۸ لهستان                                  |        |
| استرالیا · بلغارستان · روسیه · صربستان          | برزیل · ژاپن · کرهٔ جنوبی · ایالات متحده آمریکا   | آرژانتین · کانادا · ایران · ایتالیا            | چین · فرانسه · آلمان · لهستان                  |        |
| هفته ۳                                          |                                                  |                                                |                                                |        |
| گروه ۹ کانادا                                   | گروه ۱۰ ژاپن                                     | گروه ۱۱ روسیه                                  | گروه ۱۲ فرانسه                                 |        |
| استرالیا · کانادا · آلمان · ایالات متحده آمریکا | بلغارستان · ایتالیا · ژاپن · لهستان              | برزیل · چین · ایران · روسیه                    | آرژانتین · فرانسه · صربستان · کرهٔ جنوبی        |        |
| هفته ۴                                          |                                                  |                                                |                                                |        |
| گروه ۱۳ کره جنوبی                               | گروه ۱۴ آلمان                                    | گروه ۱۵ ایالات متحده آمریکا                    | گروه ۱۶ بلغارستان                              |        |
| استرالیا · چین · ایتالیا · کرهٔ جنوبی            | آرژانتین · آلمان · ژاپن · روسیه                  | ایران · لهستان · صربستان · ایالات متحده آمریکا | برزیل · بلغارستان · کانادا · فرانسه            |        |
| هفته ۵                                          |                                                  |                                                |                                                |        |
| گروه ۱۷ استرالیا                                | گروه ۱۸ چین                                      | گروه ۱۹ ایران                                  | گروه ۲۰ ایتالیا                                |        |
| آرژانتین · استرالیا · برزیل · لهستان            | کانادا · چین · ژاپن · صربستان                    | بلغارستان · آلمان · ایران · کرهٔ جنوبی          | فرانسه · ایتالیا · روسیه · ایالات متحده آمریکا |        |

### دور نهایی
| گروه A                    | گروه B                                |
| ------------------------- | ------------------------------------- |
| فرانسه (میزبان)           | روسیه (یکم دور مقدماتی)               |
| صربستان (سوم دور مقدماتی) | ایالات متحده آمریکا (دوم دور مقدماتی) |
| برزیل (چهارم دور مقدماتی) | لهستان (پنجم دور مقدماتی)             |

## مکان‌ها
فهرست شهرها و مکان‌های میزبان در ۱۶ فوریهٔ ۲۰۱۸ اعلام شد.

## ورزشگاه
فهرست شهرهای میزبان و محل برگزاری در تاریخ ۱۶ فوریه ۲۰۱۸ اعلام شد:

### دور مقدماتی
| گلدان ۱          | گلدان ۲                              | گلدان ۳                                              | گلدان ۴                |
| روان، فرانسه     | نانگبو، چین                          | کاتوویتس، لهستان (۲۵ می) · کراکوف، لهستان (۲۶–۲۷ می) | کرالیفو، صربستان       |
| ---------------- | ------------------------------------ | ---------------------------------------------------- | ---------------------- |
| کیند آرنا        | بیلیون ژیمنازیوم                     | اسپودک کراکوف آرنا                                   | سالن ورزشی کرالیفو     |
| گنجایش: ۵٬۷۰۰    | گنجایش: ۸٬۰۰۰                        | گنجایش: ۱۱٬۵۰۰ / ۲۲٬۰۰۰                              | گنجایش: ۳٬۴۰۰          |
|                  |                                      |                                                      |                        |
| گلدان ۵          | گلدان ۶                              | گلدان ۷                                              | گلدان ۸                |
| صوفیه، بلغارستان | گویانیا، برزیل                       | سان خوآن، آرژانتین                                   | ووچ، لهستان            |
| آرمیک آرنا       | گویانا آرنا                          | استادیو آلدو کانتون                                  | اطلس آرنا              |
| گنجایش: ۱۲٬۳۷۳   | گنجایش: ۱۵٬۰۰۰                       | گنجایش: ۸٬۰۰۰                                        | گنجایش: ۱۴٬۰۰۰         |
|                  |                                      |                                                      |                        |
| گلدان ۹          | گلدان ۱۰                             | گلدان ۱۱                                             | گلدان ۱۲               |
| اتاوا، کانادا    | اوساکا، ژاپن                         | اوفا، روسیه                                          | اکس-آن-پرووانس، فرانسه |
| تی دی پلاز آرنا  | سالن شهرداری سنترال ژیمنازیوم اوزاکا | اوفا آرنا                                            | آرنا دو پی ایکس        |
| گنجایش: ۹٬۵۰۰    | گنجایش: ۱۰٬۰۰۰                       | گنجایش: ۸٬۲۵۰                                        | گنجایش: ۶٬۰۰۴          |
|                  |                                      |                                                      |                        |
| گلدان ۱۳         | گلدان ۱۴                             | گلدان ۱۵                                             | گلدان ۱۶               |
| سئول، کره جنوبی  | لودویگزوبورگ، آلمان                  | هافمن استیتز، ایلینوی، ایالات متحده آمریکا           | وارنا، بلغارستان       |
| چانگچون آرنا     | آرنا لودویگزوبورگ                    | سیرس سنتر                                            | کاخ فرهنگ و ورزش       |
| گنجایش: ۴٬۵۰۷    | گنجایش: ۵٬۳۲۵                        | گنجایش: ۱۰٬۰۰۰                                       | گنجایش: ۶٬۰۰۰          |
|                  |                                      |                                                      |                        |
| گلدان ۱۷         | گلدان ۱۸                             | گلدان ۱۹                                             | گلدان ۲۰               |
| ملبورن، استرالیا | ژیانگمن، چین                         | تهران، ایران                                         | مودنا، ایتالیا         |
| های‌سنس آرنا      | ژیانگمن استادیوم                     | سالن دوازده هزار نفری آزادی                          | پالا پانینی            |
| گنجایش: ۱۰٬۵۰۰   | گنجایش: ۸٬۵۰۰                        | گنجایش: ۷٬۵۰۰                                        | گنجایش: ۴٬۹۶۸          |
|                  |                                      |                                                      |                        |

### دور نهایی
| وینو دسک، فرانسه    |
| ------------------- |
| ورزشگاه پیر مائوروی |
| گنجایش: ۲۸٬۰۱۰      |
|                     |

| تمام رقابت‌ها        |
| ------------------- |
| وینو دسک، فرانسه    |
| ورزشگاه پیر مائوروی |
| گنجایش: ۲۸٬۰۱۰      |
|                     |

## برنامه رقابت
| ● | دور مقدماتی | ● | دور نهایی |

| هفته ۱ ۲۵–۲۷ مه | هفته ۲ ۱–۳ ژوئن | هفته ۳ ۸–۱۰ ژوئن | هفته ۴ ۱۵–۱۷ ژوئن | هفته ۵ ۲۲–۲۴ ژوئن | هفته ۶ هفتۀ استراحت | هفته ۷ ۴–۸ ژوئیه |
| --------------- | --------------- | ---------------- | ----------------- | ----------------- | ------------------- | ---------------- |
| ۲۴ مسابقه       | ۲۴ مسابقه       | ۲۴ مسابقه        | ۲۴ مسابقه         | ۲۴ مسابقه         |                     | ۱۰ مسابقه        |

## فرایند رده‌بندی گروه
1. شمار کل بردها (مسابقات برده و مسابقات باخته)
2. در صورت برابری، اولویت تساوی‌شکنی به ترتیب زیر خواهد بود:
  - برد مسابقه ۳–۰ یا ۳–۱: ۳ امتیاز برای برندهٔ رقابت، ۰ امتیاز برای بازندهٔ رقابت
  - برد مسابقه ۳–۲: ۲ امتیاز برای برندهٔ رقابت، ۱ امتیاز برای بازندهٔ رقابت
  - برد مسابقه با کناره‌گیری: ۳ امتیاز برای برندهٔ رقابت، ۰ امتیاز برای بازندهٔ رقابت، نتیجهٔ نهایی ۳–۰ (۲۵–۰، ۲۵–۰، ۲۵–۰) برای برنده
3. اگر تیم‌ها پس از بررسی شمار پیروزی‌ها و امتیازات به دست آمده همچنان مساوی باشند، FIVB به صورت زیر نتایج را بررسی می‌کند تا تساوی را از بین ببرد:
  - ضریب ست: اگر دو یا چند تیم در شمار امتیازات با هم برابر باشند، آن‌ها با استفاده از ضریب حاصل شده از تقسیم شمار کل ست‌های برنده شده به کل ست‌های از دست رفته رده‌بندی می‌شوند.
  - ضریب امتیازات: اگر برابری براساس ضریب ست ادامه داشته باشد، در این صورت تیم‌ها با بهره‌گیری از ضریب حاصل از تقسیم کل امتیازات به دست آمده نسبت به کل امتیازات از دست رفته در طول تمام ست‌ها رده‌بندی می‌شوند.
  - اگر برابری براساس ضریب امتیاز ادامه داشته باشد، در این صورت تساوی براساس تیم برندهٔ دور نوبت‌گردشی بین تیم‌های مساوی از بین خواهد رفت. اگر برابری بین سه یا چند تیم باشد، این تیم‌ها با در نظر گرفتن رقابت‌های بین خودشان رده‌بندی می‌شوند و نتایج این تیم‌ها در برابر تیم‌های دیگر در نظر گرفته نمی‌شود.

## دور مقدماتی
|  | راه‌یافته به دور نهایی                 |
|  | راه‌یافته به عنوان میزبان به دور نهایی |
|  | خارج شده از لیگ ملت‌های ۲۰۱۹           |

### رده‌بندی
|      |                     | بازی | بازی | امتیاز | ست  | ست   | ست    | امتیاز | امتیاز | امتیاز |
| رتبه | تیم                 | برد  | باخت | امتیاز | برد | باخت | نسبت  | برد    | باخت   | نسبت   |
| ---- | ------------------- | ---- | ---- | ------ | --- | ---- | ----- | ------ | ------ | ------ |
| ۱    | فرانسه              | ۱۲   | ۳    | ۳۵     | ۳۸  | ۱۶   | ۲٫۳۷۵ | ۱٬۲۹۵  | ۱٬۱۴۰  | ۱٫۱۳۶  |
| ۲    | روسیه               | ۱۱   | ۴    | ۳۴     | ۳۶  | ۱۴   | ۲٫۵۷۱ | ۱٬۱۹۱  | ۱٬۰۹۶  | ۱٫۰۸۷  |
| ۳    | ایالات متحده آمریکا | ۱۱   | ۴    | ۳۳     | ۳۷  | ۱۹   | ۱٫۹۴۷ | ۱٬۲۹۴  | ۱٬۱۸۳  | ۱٫۰۹۴  |
| ۴    | صربستان             | ۱۱   | ۴    | ۲۹     | ۳۳  | ۲۴   | ۱٫۳۷۵ | ۱٬۲۸۹  | ۱٬۲۵۵  | ۱٫۰۲۷  |
| ۵    | برزیل               | ۱۰   | ۵    | ۳۰     | ۳۴  | ۲۱   | ۱٫۶۱۹ | ۱٬۲۸۰  | ۱٬۲۱۳  | ۱٫۰۵۵  |
| ۶    | لهستان              | ۱۰   | ۵    | ۲۹     | ۳۲  | ۱۹   | ۱٫۶۸۴ | ۱٬۲۲۱  | ۱٬۱۲۴  | ۱٫۰۸۶  |
| ۷    | کانادا              | ۸    | ۷    | ۲۵     | ۲۹  | ۲۴   | ۱٫۲۰۸ | ۱٬۲۱۹  | ۱٬۲۲۷  | ۰٫۹۹۳  |
| ۸    | ایتالیا             | ۸    | ۷    | ۲۴     | ۳۰  | ۲۸   | ۱٫۰۷۱ | ۱٬۳۱۵  | ۱٬۲۹۶  | ۱٫۰۱۵  |
| ۹    | آلمان               | ۷    | ۸    | ۲۳     | ۲۹  | ۳۰   | ۰٫۹۶۷ | ۱٬۲۹۹  | ۱٬۳۰۷  | ۰٫۹۹۴  |
| ۱۰   | ایران               | ۷    | ۸    | ۲۱     | ۲۹  | ۳۰   | ۰٫۹۶۷ | ۱٬۳۵۵  | ۱٬۳۴۴  | ۱٫۰۰۸  |
| ۱۱   | بلغارستان           | ۶    | ۹    | ۱۷     | ۲۶  | ۳۴   | ۰٫۷۶۵ | ۱٬۲۸۸  | ۱٬۳۵۱  | ۰٫۹۵۳  |
| ۱۲   | ژاپن                | ۶    | ۹    | ۱۵     | ۲۳  | ۳۷   | ۰٫۶۲۲ | ۱٬۳۰۱  | ۱٬۳۷۴  | ۰٫۹۴۷  |
| ۱۳   | استرالیا            | ۵    | ۱۰   | ۱۵     | ۲۱  | ۳۵   | ۰٫۶۰۰ | ۱٬۲۳۶  | ۱٬۳۴۰  | ۰٫۹۲۲  |
| ۱۴   | آرژانتین            | ۴    | ۱۱   | ۱۵     | ۲۳  | ۳۴   | ۰٫۶۷۶ | ۱٬۲۷۰  | ۱٬۳۲۶  | ۰٫۹۵۸  |
| ۱۵   | چین                 | ۳    | ۱۲   | ۹      | ۱۵  | ۳۹   | ۰٫۳۸۵ | ۱٬۱۷۳  | ۱٬۲۹۱  | ۰٫۹۰۹  |
| ۱۶   | کرهٔ جنوبی           | ۱    | ۱۴   | ۶      | ۱۱  | ۴۲   | ۰٫۲۶۲ | ۱٬۱۰۸  | ۱٬۲۶۷  | ۰٫۸۷۵  |

### هفته ۱

#### گروه ۱
- تمام زمان‌ها براساس ساعت تابستانی اروپای مرکزی (یوتی‌سی 2:00+) می‌باشد.

| تاریخ | ساعت  |          | امتیاز |          | ست ۱  | ست ۲  | ست ۳  | ست ۴  | ست ۵ | مجموع  | گزارش     |
| ----- | ----- | -------- | ------ | -------- | ----- | ----- | ----- | ----- | ---- | ------ | --------- |
| ۲۵ مه | ۱۷:۰۰ | استرالیا | ۱–۳    | ژاپن     | ۱۸–۲۵ | ۱۵–۲۵ | ۲۵–۲۳ | ۱۷–۲۵ |      | ۷۵–۹۸  | P2 Report |
| ۲۵ مه | ۲۰:۰۰ | فرانسه   | ۳–۱    | ایران    | ۲۵–۲۰ | ۲۴–۲۶ | ۲۵–۲۰ | ۲۵–۱۷ |      | ۹۹–۸۳  | P2 Report |
| ۲۶ مه | ۱۷:۰۰ | استرالیا | ۰–۳    | ایران    | ۲۳–۲۵ | ۲۳–۲۵ | ۲۱–۲۵ |       |      | ۶۷–۷۵  | P2 Report |
| ۲۶ مه | ۲۰:۰۰ | فرانسه   | ۳–۱    | ژاپن     | ۲۵–۱۶ | ۲۰–۲۵ | ۲۵–۲۰ | ۲۵–۲۲ |      | ۹۵–۸۳  | P2 Report |
| ۲۷ مه | ۱۵:۰۰ | ایران    | ۱–۳    | ژاپن     | ۲۲–۲۵ | ۲۸–۳۰ | ۲۵–۲۳ | ۲۳–۲۵ |      | ۹۸–۱۰۳ | P2 Report |
| ۲۷ مه | ۱۸:۰۰ | فرانسه   | ۳–۰    | استرالیا | ۲۵–۱۷ | ۲۵–۲۰ | ۳۶–۳۴ |       |      | ۸۶–۷۱  | P2 Report |

#### گروه ۲
- تمام زمان‌ها براساس زمان چین (یوتی‌سی 8:00+) می‌باشد.

| تاریخ | ساعت  |           | امتیاز |                     | ست ۱  | ست ۲  | ست ۳  | ست ۴  | ست ۵  | مجموع   | گزارش     |
| ----- | ----- | --------- | ------ | ------------------- | ----- | ----- | ----- | ----- | ----- | ------- | --------- |
| ۲۵ مه | ۱۶:۰۰ | آرژانتین  | ۲–۳    | ایالات متحده آمریکا | ۲۷–۲۵ | ۲۶–۲۴ | ۲۴–۲۶ | ۲۱–۲۵ | ۱۰–۱۵ | ۱۰۸–۱۱۵ | P2 Report |
| ۲۵ مه | ۱۹:۳۰ | چین       | ۲–۳    | بلغارستان           | ۱۸–۲۵ | ۲۵–۱۸ | ۲۵–۱۹ | ۱۷–۲۵ | ۱۱–۱۵ | ۹۶–۱۰۲  | P2 Report |
| ۲۶ مه | ۱۶:۰۰ | بلغارستان | ۱–۳    | ایالات متحده آمریکا | ۱۹–۲۵ | ۲۵–۲۲ | ۱۹–۲۵ | ۲۰–۲۵ |       | ۸۳–۹۷   | P2 Report |
| ۲۶ مه | ۱۹:۳۰ | چین       | ۳–۰    | آرژانتین            | ۲۵–۲۲ | ۲۵–۲۱ | ۲۵–۱۸ |       |       | ۷۵–۶۱   | P2 Report |
| ۲۷ مه | ۱۶:۰۰ | بلغارستان | ۳–۱    | آرژانتین            | ۱۹–۲۵ | ۲۵–۱۹ | ۲۵–۲۱ | ۲۵–۲۲ |       | ۹۴–۸۷   | P2 Report |
| ۲۷ مه | ۱۹:۳۰ | چین       | ۰–۳    | ایالات متحده آمریکا | ۲۰–۲۵ | ۲۴–۲۶ | ۱۸–۲۵ |       |       | ۶۲–۷۶   | P2 Report |

#### گروه ۳
- تمام زمان‌ها براساس ساعت تابستانی اروپای مرکزی (یوتی‌سی 2:00+) می‌باشد.

| تاریخ | ساعت  |           | امتیاز |           | ست ۱  | ست ۲  | ست ۳  | ست ۴  | ست ۵ | مجموع | گزارش     |
| ----- | ----- | --------- | ------ | --------- | ----- | ----- | ----- | ----- | ---- | ----- | --------- |
| ۲۵ مه | ۱۶:۰۰ | لهستان    | ۳–۰    | کرهٔ جنوبی | ۲۵–۲۰ | ۲۵–۱۸ | ۲۵–۲۱ |       |      | ۷۵–۵۹ | P2 Report |
| ۲۵ مه | ۱۹:۰۰ | روسیه     | ۳–۰    | کانادا    | ۲۶–۲۴ | ۲۵–۱۴ | ۲۵–۱۹ |       |      | ۷۶–۵۷ | P2 Report |
| ۲۶ مه | ۱۶:۰۰ | لهستان    | ۳–۰    | روسیه     | ۲۵–۱۵ | ۲۵–۲۳ | ۲۵–۲۳ |       |      | ۷۵–۶۱ | P2 Report |
| ۲۶ مه | ۱۹:۰۰ | کانادا    | ۳–۰    | کرهٔ جنوبی | ۲۵–۲۰ | ۲۵–۱۷ | ۲۵–۱۹ |       |      | ۷۵–۵۶ | P2 Report |
| ۲۷ مه | ۱۶:۰۰ | لهستان    | ۳–۱    | کانادا    | ۲۵–۲۱ | ۲۶–۲۴ | ۲۱–۲۵ | ۲۵–۱۷ |      | ۹۷–۸۷ | P2 Report |
| ۲۷ مه | ۱۹:۰۰ | کرهٔ جنوبی | ۰–۳    | روسیه     | ۲۶–۲۸ | ۲۱–۲۵ | ۱۵–۲۵ |       |      | ۶۲–۷۸ | P2 Report |

#### گروه ۴
- تمام زمان‌ها براساس ساعت تابستانی اروپای مرکزی (یوتی‌سی 2:00+) می‌باشد.

| تاریخ | ساعت  |         | امتیاز |         | ست ۱  | ست ۲  | ست ۳  | ست ۴  | ست ۵ | مجموع  | گزارش     |
| ----- | ----- | ------- | ------ | ------- | ----- | ----- | ----- | ----- | ---- | ------ | --------- |
| ۲۵ مه | ۱۷:۰۰ | آلمان   | ۱–۳    | ایتالیا | ۱۸–۲۵ | ۱۹–۲۵ | ۲۵–۲۳ | ۲۰–۲۵ |      | ۸۲–۹۸  | P2 Report |
| ۲۵ مه | ۲۰:۰۰ | صربستان | ۰–۳    | برزیل   | ۲۲–۲۵ | ۲۲–۲۵ | ۲۴–۲۶ |       |      | ۶۸–۷۶  | P2 Report |
| ۲۶ مه | ۱۶:۰۰ | ایتالیا | ۳–۲    | برزیل   | ۱۸–۲۵ | ۲۵–۱۹ | ۲۵–۲۱ | ۲۴–۲۶ | ۱۵–۸ | ۱۰۷–۹۹ | P2 Report |
| ۲۶ مه | ۱۹:۰۰ | آلمان   | ۱–۳    | صربستان | ۲۵–۱۹ | ۲۱–۲۵ | ۱۶–۲۵ | ۱۴–۲۵ |      | ۷۶–۹۴  | P2 Report |
| ۲۷ مه | ۱۶:۰۰ | برزیل   | ۳–۰    | آلمان   | ۲۶–۲۴ | ۲۵–۲۳ | ۲۶–۲۴ |       |      | ۷۷–۷۱  | P2 Report |
| ۲۷ مه | ۱۹:۰۰ | ایتالیا | ۳–۰    | صربستان | ۲۵–۲۱ | ۲۵–۱۸ | ۲۵–۱۶ |       |      | ۷۵–۵۵  | P2 Report |

### هفته ۲

#### گروه ۵
- تمام زمان‌ها براساس ساعت تابستانی اروپای شرقی (یوتی‌سی 3:00+) می‌باشد.

| تاریخ  | ساعت  |           | امتیاز |          | ست ۱  | ست ۲  | ست ۳  | ست ۴  | ست ۵  | مجموع   | گزارش     |
| ------ | ----- | --------- | ------ | -------- | ----- | ----- | ----- | ----- | ----- | ------- | --------- |
| ۱ ژوئن | ۱۷:۰۰ | استرالیا  | ۱–۳    | روسیه    | ۱۸–۲۵ | ۱۹–۲۵ | ۲۵–۱۸ | ۲۲–۲۵ |       | ۸۴–۹۳   | P2 Report |
| ۱ ژوئن | ۲۰:۰۰ | بلغارستان | ۲–۳    | صربستان  | ۱۷–۲۵ | ۲۵–۲۳ | ۲۵–۲۳ | ۲۱–۲۵ | ۱۴–۱۶ | ۱۰۲–۱۱۲ | P2 Report |
| ۲ ژوئن | ۱۷:۰۰ | روسیه     | ۲–۳    | صربستان  | ۲۵–۲۰ | ۲۳–۲۵ | ۲۳–۲۵ | ۲۵–۲۲ | ۱۲–۱۵ | ۱۰۸–۱۰۷ | P2 Report |
| ۲ ژوئن | ۲۰:۰۵ | بلغارستان | ۰–۳    | استرالیا | ۲۳–۲۵ | ۲۳–۲۵ | ۲۴–۲۶ |       |       | ۷۰–۷۶   | P2 Report |
| ۳ ژوئن | ۱۷:۰۰ | صربستان   | ۳–۲    | استرالیا | ۲۵–۲۳ | ۲۵–۱۹ | ۲۰–۲۵ | ۲۵–۲۷ | ۱۵–۹  | ۱۱۰–۱۰۳ | P2 Report |
| ۳ ژوئن | ۲۰:۰۰ | بلغارستان | ۰–۳    | روسیه    | ۱۷–۲۵ | ۱۵–۲۵ | ۲۱–۲۵ |       |       | ۵۳–۷۵   | P2 Report |

#### گروه ۶
- تمام زمان‌ها براساس Brasília Time (یوتی‌سی 3:00-) می‌باشد.

| تاریخ  | ساعت  |           | امتیاز |                     | ست ۱  | ست ۲  | ست ۳  | ست ۴  | ست ۵  | مجموع   | گزارش     |
| ------ | ----- | --------- | ------ | ------------------- | ----- | ----- | ----- | ----- | ----- | ------- | --------- |
| ۱ ژوئن | ۱۲:۱۵ | ژاپن      | ۲–۳    | ایالات متحده آمریکا | ۲۵–۲۳ | ۲۵–۱۳ | ۱۸–۲۵ | ۲۰–۲۵ | ۱۰–۱۵ | ۹۸–۱۰۱  | P2 Report |
| ۱ ژوئن | ۱۵:۰۵ | برزیل     | ۳–۰    | کرهٔ جنوبی           | ۲۵–۲۱ | ۲۵–۱۹ | ۲۵–۱۹ |       |       | ۷۵–۵۹   | P2 Report |
| ۲ ژوئن | ۰۸:۳۵ | برزیل     | ۳–۰    | ژاپن                | ۲۶–۲۴ | ۲۵–۱۹ | ۲۵–۲۰ |       |       | ۷۶–۶۳   | P2 Report |
| ۲ ژوئن | ۱۱:۲۰ | کرهٔ جنوبی | ۰–۳    | ایالات متحده آمریکا | ۲۳–۲۵ | ۲۱–۲۵ | ۱۱–۲۵ |       |       | ۵۵–۷۵   | P2 Report |
| ۳ ژوئن | ۱۰:۰۵ | کرهٔ جنوبی | ۲–۳    | ژاپن                | ۲۹–۲۷ | ۱۹–۲۵ | ۲۵–۱۶ | ۲۶–۲۸ | ۱۲–۱۵ | ۱۱۱–۱۱۱ | P2 Report |
| ۳ ژوئن | ۱۳:۲۰ | برزیل     | ۳–۲    | ایالات متحده آمریکا | ۲۱–۲۵ | ۲۰–۲۵ | ۲۵–۱۹ | ۲۵–۲۰ | ۲۰–۱۸ | ۱۱۱–۱۰۷ | P2 Report |

#### گروه ۷
- تمام زمان‌ها براساس Argentina Time (یوتی‌سی 3:00-) می‌باشد.

| تاریخ  | ساعت  |          | امتیاز |         | ست ۱  | ست ۲  | ست ۳  | ست ۴  | ست ۵ | مجموع   | گزارش     |
| ------ | ----- | -------- | ------ | ------- | ----- | ----- | ----- | ----- | ---- | ------- | --------- |
| ۱ ژوئن | ۱۸:۱۰ | کانادا   | ۳–۱    | ایتالیا | ۲۲–۲۵ | ۲۷–۲۵ | ۲۵–۲۳ | ۲۵–۱۶ |      | ۹۹–۸۹   | P2 Report |
| ۱ ژوئن | ۲۱:۱۰ | آرژانتین | ۲–۳    | ایران   | ۲۵–۲۱ | ۲۲–۲۵ | ۲۲–۲۵ | ۲۶–۲۴ | ۹–۱۵ | ۱۰۴–۱۱۰ | P2 Report |
| ۲ ژوئن | ۱۸:۱۰ | ایران    | ۰–۳    | ایتالیا | ۲۳–۲۵ | ۱۸–۲۵ | ۲۰–۲۵ |       |      | ۶۱–۷۵   | P2 Report |
| ۲ ژوئن | ۲۱:۱۰ | آرژانتین | ۱–۳    | کانادا  | ۲۲–۲۵ | ۱۸–۲۵ | ۲۶–۲۴ | ۲۳–۲۵ |      | ۸۹–۹۹   | P2 Report |
| ۳ ژوئن | ۱۶:۱۰ | ایران    | ۱–۳    | کانادا  | ۲۳–۲۵ | ۲۲–۲۵ | ۲۵–۲۱ | ۲۱–۲۵ |      | ۹۱–۹۶   | P2 Report |
| ۳ ژوئن | ۱۹:۱۰ | آرژانتین | ۳–۰    | ایتالیا | ۲۵–۱۹ | ۳۳–۳۱ | ۲۵–۲۰ |       |      | ۸۳–۷۰   | P2 Report |

#### گروه ۸
- تمام زمان‌ها براساس ساعت تابستانی اروپای مرکزی (یوتی‌سی 2:00+) می‌باشد.

| تاریخ  | ساعت  |        | امتیاز |        | ست ۱  | ست ۲  | ست ۳  | ست ۴  | ست ۵  | مجموع  | گزارش     |
| ------ | ----- | ------ | ------ | ------ | ----- | ----- | ----- | ----- | ----- | ------ | --------- |
| ۱ ژوئن | ۱۶:۰۰ | لهستان | ۳–۰    | فرانسه | ۲۵–۱۹ | ۲۵–۲۰ | ۲۵–۲۲ |       |       | ۷۵–۶۱  | P2 Report |
| ۱ ژوئن | ۱۹:۰۰ | چین    | ۱–۳    | آلمان  | ۲۵–۲۳ | ۱۸–۲۵ | ۲۲–۲۵ | ۲۱–۲۵ |       | ۸۶–۹۸  | P2 Report |
| ۲ ژوئن | ۱۶:۰۰ | لهستان | ۳–۰    | چین    | ۲۵–۱۹ | ۲۵–۱۸ | ۲۵–۲۱ |       |       | ۷۵–۵۸  | P2 Report |
| ۲ ژوئن | ۱۹:۰۰ | آلمان  | ۰–۳    | فرانسه | ۲۱–۲۵ | ۱۸–۲۵ | ۲۳–۲۵ |       |       | ۶۲–۷۵  | P2 Report |
| ۳ ژوئن | ۱۶:۰۰ | لهستان | ۱–۳    | آلمان  | ۱۸–۲۵ | ۲۱–۲۵ | ۲۵–۲۱ | ۲۵–۲۷ |       | ۸۹–۹۸  | P2 Report |
| ۳ ژوئن | ۱۹:۰۰ | فرانسه | ۲–۳    | چین    | ۲۵–۱۶ | ۲۲–۲۵ | ۲۱–۲۵ | ۲۵–۱۶ | ۱۳–۱۵ | ۱۰۶–۹۷ | P2 Report |

### هفته ۳

#### گروه ۹
- تمام زمان‌ها براساس منطقه زمانی شرقی (یوتی‌سی 4:00-) می‌باشد.

| تاریخ   | ساعت  |                     | امتیاز |                     | ست ۱  | ست ۲  | ست ۳  | ست ۴  | ست ۵  | مجموع   | گزارش     |
| ------- | ----- | ------------------- | ------ | ------------------- | ----- | ----- | ----- | ----- | ----- | ------- | --------- |
| ۸ ژوئن  | ۱۶:۴۰ | آلمان               | ۳–۰    | ایالات متحده آمریکا | ۲۵–۱۹ | ۲۵–۲۲ | ۲۵–۱۳ |       |       | ۷۵–۵۴   | P2 Report |
| ۸ ژوئن  | ۱۹:۴۰ | کانادا              | ۳–۰    | استرالیا            | ۲۵–۱۹ | ۲۶–۲۴ | ۲۵–۱۹ |       |       | ۷۶–۶۲   | P2 Report |
| ۹ ژوئن  | ۱۶:۱۰ | ایالات متحده آمریکا | ۳–۱    | استرالیا            | ۲۰–۲۵ | ۲۵–۲۰ | ۲۵–۱۵ | ۲۵–۱۷ |       | ۹۵–۷۷   | P2 Report |
| ۹ ژوئن  | ۱۹:۱۰ | کانادا              | ۱–۳    | آلمان               | ۲۳–۲۵ | ۲۲–۲۵ | ۲۵–۲۰ | ۱۹–۲۵ |       | ۸۹–۹۵   | P2 Report |
| ۱۰ ژوئن | ۱۳:۱۰ | استرالیا            | ۳–۲    | آلمان               | ۲۵–۲۲ | ۱۸–۲۵ | ۱۷–۲۵ | ۲۵–۱۸ | ۱۵–۱۱ | ۱۰۰–۱۰۱ | P2 Report |
| ۱۰ ژوئن | ۱۶:۱۰ | کانادا              | ۱–۳    | ایالات متحده آمریکا | ۲۵–۲۳ | ۱۳–۲۵ | ۱۹–۲۵ | ۲۰–۲۵ |       | ۷۷–۹۸   | P2 Report |

#### گروه ۱۰
- تمام زمان‌ها براساس زمان استاندارد ژاپن (یوتی‌سی 9:00+) می‌باشد.

| تاریخ   | ساعت  |           | امتیاز |           | ست ۱  | ست ۲  | ست ۳  | ست ۴  | ست ۵  | مجموع   | گزارش     |
| ------- | ----- | --------- | ------ | --------- | ----- | ----- | ----- | ----- | ----- | ------- | --------- |
| ۸ ژوئن  | ۱۵:۴۰ | ایتالیا   | ۲–۳    | لهستان    | ۱۷–۲۵ | ۲۵–۲۱ | ۱۷–۲۵ | ۳۱–۲۹ | ۱۰–۱۵ | ۱۰۰–۱۱۵ | P2 Report |
| ۸ ژوئن  | ۱۹:۱۰ | ژاپن      | ۰–۳    | بلغارستان | ۱۴–۲۵ | ۲۱–۲۵ | ۲۷–۲۹ |       |       | ۶۲–۷۹   | P2 Report |
| ۹ ژوئن  | ۱۲:۴۰ | ایتالیا   | ۳–۱    | بلغارستان | ۲۵–۲۳ | ۲۵–۱۹ | ۲۱–۲۵ | ۲۵–۱۹ |       | ۹۶–۸۶   | P2 Report |
| ۹ ژوئن  | ۱۶:۱۰ | ژاپن      | ۰–۳    | لهستان    | ۱۶–۲۵ | ۲۱–۲۵ | ۲۰–۲۵ |       |       | ۵۷–۷۵   | P2 Report |
| ۱۰ ژوئن | ۱۱:۱۰ | بلغارستان | ۱–۳    | لهستان    | ۲۱–۲۵ | ۲۶–۲۴ | ۱۸–۲۵ | ۱۹–۲۵ |       | ۸۴–۹۹   | P2 Report |
| ۱۰ ژوئن | ۱۴:۴۰ | ژاپن      | ۳–۲    | ایتالیا   | ۲۱–۲۵ | ۲۵–۲۱ | ۲۳–۲۵ | ۲۵–۲۲ | ۱۵–۱۰ | ۱۰۹–۱۰۳ | P2 Report |

#### گروه ۱۱
- تمام زمان‌ها براساس Yekaterinburg Time (یوتی‌سی 5:00+) می‌باشد.

| تاریخ   | ساعت  |       | امتیاز |       | ست ۱  | ست ۲  | ست ۳  | ست ۴  | ست ۵  | مجموع  | گزارش     |
| ------- | ----- | ----- | ------ | ----- | ----- | ----- | ----- | ----- | ----- | ------ | --------- |
| ۸ ژوئن  | ۱۶:۳۰ | چین   | ۰–۳    | ایران | ۱۹–۲۵ | ۲۰–۲۵ | ۱۵–۲۵ |       |       | ۵۴–۷۵  | P2 Report |
| ۸ ژوئن  | ۱۹:۰۰ | روسیه | ۱–۳    | برزیل | ۲۱–۲۵ | ۲۰–۲۵ | ۲۷–۲۵ | ۱۸–۲۵ |       | ۸۶–۱۰۰ | P2 Report |
| ۹ ژوئن  | ۱۶:۳۰ | ایران | ۲–۳    | برزیل | ۱۷–۲۵ | ۲۵–۲۳ | ۱۹–۲۵ | ۲۵–۲۱ | ۱۳–۱۵ | ۹۹–۱۰۹ | P2 Report |
| ۹ ژوئن  | ۱۹:۰۰ | روسیه | ۳–۰    | چین   | ۲۵–۲۳ | ۲۵–۲۳ | ۳۱–۲۹ |       |       | ۸۱–۷۵  | P2 Report |
| ۱۰ ژوئن | ۱۶:۳۰ | چین   | ۰–۳    | برزیل | ۲۰–۲۵ | ۱۹–۲۵ | ۲۵–۲۷ |       |       | ۶۴–۷۷  | P2 Report |
| ۱۰ ژوئن | ۱۹:۰۰ | روسیه | ۳–۱    | ایران | ۲۸–۳۰ | ۲۵–۲۳ | ۲۷–۲۵ | ۲۵–۲۱ |       | ۱۰۵–۹۹ | P2 Report |

#### گروه ۱۲
- تمام زمان‌ها براساس ساعت تابستانی اروپای مرکزی (یوتی‌سی 2:00+) می‌باشد.

| تاریخ   | ساعت  |           | امتیاز |           | ست ۱  | ست ۲  | ست ۳  | ست ۴  | ست ۵ | مجموع | گزارش     |
| ------- | ----- | --------- | ------ | --------- | ----- | ----- | ----- | ----- | ---- | ----- | --------- |
| ۸ ژوئن  | ۱۷:۰۰ | آرژانتین  | ۱–۳    | صربستان   | ۲۵–۲۰ | ۲۳–۲۵ | ۱۵–۲۵ | ۲۲–۲۵ |      | ۸۵–۹۵ | P2 Report |
| ۸ ژوئن  | ۲۰:۴۵ | فرانسه    | ۳–۰    | کرهٔ جنوبی | ۲۵–۲۱ | ۲۵–۱۸ | ۲۵–۲۲ |       |      | ۷۵–۶۱ | P2 Report |
| ۹ ژوئن  | ۱۸:۰۰ | فرانسه    | ۳–۱    | آرژانتین  | ۲۵–۱۸ | ۲۵–۱۶ | ۲۳–۲۵ | ۲۵–۲۰ |      | ۹۸–۷۹ | P2 Report |
| ۹ ژوئن  | ۲۱:۰۰ | کرهٔ جنوبی | ۰–۳    | صربستان   | ۱۶–۲۵ | ۲۳–۲۵ | ۱۹–۲۵ |       |      | ۵۸–۷۵ | P2 Report |
| ۱۰ ژوئن | ۱۵:۰۰ | کرهٔ جنوبی | ۰–۳    | آرژانتین  | ۲۰–۲۵ | ۲۳–۲۵ | ۲۴–۲۶ |       |      | ۶۷–۷۶ | P2 Report |
| ۱۰ ژوئن | ۱۸:۰۰ | فرانسه    | ۳–۰    | صربستان   | ۳۱–۲۹ | ۲۵–۱۶ | ۲۵–۱۵ |       |      | ۸۱–۶۰ | P2 Report |

### هفته ۴

#### گروه ۱۳
- تمام زمان‌ها براساس Korea Standard Time (یوتی‌سی 9:00+) می‌باشد.

| تاریخ   | ساعت  |           | امتیاز |          | ست ۱  | ست ۲  | ست ۳  | ست ۴  | ست ۵  | مجموع   | گزارش     |
| ------- | ----- | --------- | ------ | -------- | ----- | ----- | ----- | ----- | ----- | ------- | --------- |
| ۱۵ ژوئن | ۱۶:۰۰ | چین       | ۱–۳    | ایتالیا  | ۲۳–۲۵ | ۲۱–۲۵ | ۲۵–۱۹ | ۱۷–۲۵ |       | ۸۶–۹۴   | P2 Report |
| ۱۵ ژوئن | ۱۹:۰۰ | کرهٔ جنوبی | ۱–۳    | استرالیا | ۲۵–۲۳ | ۱۹–۲۵ | ۱۹–۲۵ | ۲۱–۲۵ |       | ۸۴–۹۸   | P2 Report |
| ۱۶ ژوئن | ۱۴:۰۰ | کرهٔ جنوبی | ۲–۳    | ایتالیا  | ۲۳–۲۵ | ۱۹–۲۵ | ۲۵–۲۲ | ۲۵–۲۲ | ۱۲–۱۵ | ۱۰۴–۱۰۹ | P2 Report |
| ۱۶ ژوئن | ۱۷:۰۰ | استرالیا  | ۳–۱    | چین      | ۲۵–۲۷ | ۴۱–۳۹ | ۲۹–۲۷ | ۲۵–۲۱ |       | ۱۲۰–۱۱۴ | P2 Report |
| ۱۷ ژوئن | ۱۴:۰۰ | کرهٔ جنوبی | ۳–۰    | چین      | ۲۵–۲۱ | ۲۵–۲۱ | ۲۵–۲۲ |       |       | ۷۵–۶۴   | P2 Report |
| ۱۷ ژوئن | ۱۷:۰۰ | ایتالیا   | ۱–۳    | استرالیا | ۲۵–۲۷ | ۲۵–۱۸ | ۱۹–۲۵ | ۲۳–۲۵ |       | ۹۲–۹۵   | P2 Report |

#### گروه ۱۴
- تمام زمان‌ها براساس ساعت تابستانی اروپای مرکزی (یوتی‌سی 2:00+) می‌باشد.

| تاریخ   | ساعت  |          | امتیاز |          | ست ۱  | ست ۲  | ست ۳  | ست ۴  | ست ۵  | مجموع   | گزارش     |
| ------- | ----- | -------- | ------ | -------- | ----- | ----- | ----- | ----- | ----- | ------- | --------- |
| ۱۵ ژوئن | ۱۸:۰۰ | آلمان    | ۲–۳    | ژاپن     | ۲۲–۲۵ | ۲۵–۲۱ | ۱۵–۲۵ | ۲۵–۲۰ | ۱۲–۱۵ | ۹۹–۱۰۶  | P2 Report |
| ۱۵ ژوئن | ۲۰:۳۰ | روسیه    | ۳–۰    | آرژانتین | ۲۵–۲۰ | ۲۵–۲۰ | ۲۶–۲۴ |       |       | ۷۶–۶۴   | P2 Report |
| ۱۶ ژوئن | ۱۶:۰۰ | آلمان    | ۳–۱    | آرژانتین | ۲۵–۱۹ | ۲۵–۱۹ | ۲۰–۲۵ | ۲۵–۲۲ |       | ۹۵–۸۵   | P2 Report |
| ۱۶ ژوئن | ۱۹:۰۰ | روسیه    | ۳–۰    | ژاپن     | ۲۵–۱۶ | ۲۵–۲۲ | ۲۵–۲۳ |       |       | ۷۵–۶۱   | P2 Report |
| ۱۷ ژوئن | ۱۲:۰۰ | آرژانتین | ۲–۳    | ژاپن     | ۲۴–۲۶ | ۲۵–۱۲ | ۲۵–۲۳ | ۲۳–۲۵ | ۱۱–۱۵ | ۱۰۸–۱۰۱ | P2 Report |
| ۱۷ ژوئن | ۱۵:۰۰ | آلمان    | ۰–۳    | روسیه    | ۱۸–۲۵ | ۲۴–۲۶ | ۱۸–۲۵ |       |       | ۶۰–۷۶   | P2 Report |

#### گروه ۱۵
- تمام زمان‌ها براساس منطقه زمانی مرکزی (یوتی‌سی 5:00-) می‌باشد.

| تاریخ   | ساعت  |                     | امتیاز |         | ست ۱  | ست ۲  | ست ۳  | ست ۴  | ست ۵  | مجموع   | گزارش     |
| ------- | ----- | ------------------- | ------ | ------- | ----- | ----- | ----- | ----- | ----- | ------- | --------- |
| ۱۵ ژوئن | ۱۷:۳۰ | لهستان              | ۰–۳    | ایران   | ۲۴–۲۶ | ۲۴–۲۶ | ۲۲–۲۵ |       |       | ۷۰–۷۷   | P2 Report |
| ۱۵ ژوئن | ۲۰:۰۰ | ایالات متحده آمریکا | ۳–۰    | صربستان | ۲۵–۲۲ | ۲۵–۱۶ | ۲۵–۱۴ |       |       | ۷۵–۵۲   | P2 Report |
| ۱۶ ژوئن | ۱۴:۰۰ | ایران               | ۲–۳    | صربستان | ۲۵–۲۱ | ۲۲–۲۵ | ۲۵–۲۷ | ۲۵–۲۰ | ۱۱–۱۵ | ۱۰۸–۱۰۸ | P2 Report |
| ۱۶ ژوئن | ۱۹:۳۰ | ایالات متحده آمریکا | ۳–۰    | لهستان  | ۲۵–۲۰ | ۲۵–۱۹ | ۲۵–۱۹ |       |       | ۷۵–۵۸   | P2 Report |
| ۱۷ ژوئن | ۱۲:۰۰ | لهستان              | ۰–۳    | صربستان | ۲۳–۲۵ | ۲۳–۲۵ | ۲۳–۲۵ |       |       | ۶۹–۷۵   | P2 Report |
| ۱۷ ژوئن | ۱۷:۳۰ | ایالات متحده آمریکا | ۳–۰    | ایران   | ۲۹–۲۷ | ۲۵–۲۰ | ۲۶–۲۴ |       |       | ۸۰–۷۱   | P2 Report |

#### گروه ۱۶
- تمام زمان‌ها براساس ساعت تابستانی اروپای شرقی (یوتی‌سی 3:00+) می‌باشد.

| تاریخ   | ساعت  |           | امتیاز |        | ست ۱  | ست ۲  | ست ۳  | ست ۴  | ست ۵  | مجموع   | گزارش     |
| ------- | ----- | --------- | ------ | ------ | ----- | ----- | ----- | ----- | ----- | ------- | --------- |
| ۱۵ ژوئن | ۱۵:۳۰ | کانادا    | ۳–۰    | برزیل  | ۲۵–۲۲ | ۳۴–۳۲ | ۲۵–۲۳ |       |       | ۸۴–۷۷   | P2 Report |
| ۱۵ ژوئن | ۱۸:۳۰ | بلغارستان | ۰–۳    | فرانسه | ۲۱–۲۵ | ۲۰–۲۵ | ۲۳–۲۵ |       |       | ۶۴–۷۵   | P2 Report |
| ۱۶ ژوئن | ۱۵:۳۰ | فرانسه    | ۳–۰    | برزیل  | ۲۵–۱۹ | ۲۵–۲۳ | ۲۵–۲۳ |       |       | ۷۵–۶۵   | P2 Report |
| ۱۶ ژوئن | ۱۸:۳۰ | بلغارستان | ۳–۰    | کانادا | ۲۵–۲۲ | ۲۵–۱۹ | ۲۹–۲۷ |       |       | ۷۹–۶۸   | P2 Report |
| ۱۷ ژوئن | ۱۵:۳۰ | فرانسه    | ۳–۲    | کانادا | ۲۵–۱۹ | ۲۲–۲۵ | ۲۵–۲۲ | ۲۴–۲۶ | ۱۶–۱۴ | ۱۱۲–۱۰۶ | P2 Report |
| ۱۷ ژوئن | ۱۸:۳۰ | بلغارستان | ۳–۲    | برزیل  | ۲۵–۲۲ | ۱۹–۲۵ | ۲۵–۱۵ | ۱۸–۲۵ | ۱۵–۱۲ | ۱۰۲–۹۹  | P2 Report |

### هفته ۵

#### گروه ۱۷
- تمام زمان‌ها براساس زمان در استرالیا (یوتی‌سی 10:00+) می‌باشد.

| تاریخ   | ساعت  |          | امتیاز |          | ست ۱  | ست ۲  | ست ۳  | ست ۴  | ست ۵ | مجموع | گزارش     |
| ------- | ----- | -------- | ------ | -------- | ----- | ----- | ----- | ----- | ---- | ----- | --------- |
| ۲۲ ژوئن | ۱۸:۴۰ | لهستان   | ۳–۰    | آرژانتین | ۲۶–۲۴ | ۲۵–۲۰ | ۲۹–۲۷ |       |      | ۸۰–۷۱ | P2 Report |
| ۲۲ ژوئن | ۲۱:۱۰ | استرالیا | ۰–۳    | برزیل    | ۲۲–۲۵ | ۱۹–۲۵ | ۱۹–۲۵ |       |      | ۶۰–۷۵ | P2 Report |
| ۲۳ ژوئن | ۱۷:۴۰ | استرالیا | ۱–۳    | آرژانتین | ۲۰–۲۵ | ۱۹–۲۵ | ۲۵–۲۰ | ۲۱–۲۵ |      | ۸۵–۹۵ | P2 Report |
| ۲۳ ژوئن | ۲۰:۱۰ | برزیل    | ۳–۱    | لهستان   | ۲۵–۲۲ | ۲۵–۲۳ | ۲۳–۲۵ | ۲۵–۲۳ |      | ۹۸–۹۳ | P2 Report |
| ۲۴ ژوئن | ۱۲:۱۰ | برزیل    | ۰–۳    | آرژانتین | ۲۳–۲۵ | ۲۲–۲۵ | ۲۱–۲۵ |       |      | ۶۶–۷۵ | P2 Report |
| ۲۴ ژوئن | ۱۵:۱۰ | استرالیا | ۰–۳    | لهستان   | ۱۶–۲۵ | ۲۴–۲۶ | ۲۳–۲۵ |       |      | ۶۳–۷۶ | P2 Report |

#### گروه ۱۸
- تمام زمان‌ها براساس زمان چین (یوتی‌سی 8:00+) می‌باشد.

| تاریخ   | ساعت  |        | امتیاز |         | ست ۱  | ست ۲  | ست ۳  | ست ۴  | ست ۵ | مجموع   | گزارش     |
| ------- | ----- | ------ | ------ | ------- | ----- | ----- | ----- | ----- | ---- | ------- | --------- |
| ۲۲ ژوئن | ۱۶:۰۰ | کانادا | ۰–۳    | صربستان | ۲۱–۲۵ | ۱۸–۲۵ | ۱۷–۲۵ |       |      | ۵۶–۷۵   | P2 Report |
| ۲۲ ژوئن | ۱۹:۳۰ | چین    | ۳–۱    | ژاپن    | ۲۵–۱۶ | ۲۵–۲۱ | ۱۸–۲۵ | ۲۵–۲۲ |      | ۹۳–۸۴   | P2 Report |
| ۲۳ ژوئن | ۱۶:۰۰ | ژاپن   | ۱–۳    | صربستان | ۲۸–۲۶ | ۳۳–۳۵ | ۲۱–۲۵ | ۱۸–۲۵ |      | ۱۰۰–۱۱۱ | P2 Report |
| ۲۳ ژوئن | ۱۹:۳۰ | چین    | ۰–۳    | کانادا  | ۲۱–۲۵ | ۲۳–۲۵ | ۲۲–۲۵ |       |      | ۶۶–۷۵   | P2 Report |
| ۲۴ ژوئن | ۱۶:۰۰ | ژاپن   | ۰–۳    | کانادا  | ۲۳–۲۵ | ۲۰–۲۵ | ۲۲–۲۵ |       |      | ۶۵–۷۵   | P2 Report |
| ۲۴ ژوئن | ۱۹:۳۰ | چین    | ۱–۳    | صربستان | ۲۱–۲۵ | ۲۲–۲۵ | ۲۵–۱۷ | ۱۵–۲۵ |      | ۸۳–۹۲   | P2 Report |

#### گروه ۱۹
- تمام زمان‌ها براساس ساعت رسمی ایران (یوتی‌سی 4:30+) می‌باشد.

| تاریخ   | ساعت  |           | امتیاز |           | ست ۱  | ست ۲  | ست ۳  | ست ۴  | ست ۵  | مجموع   | گزارش     |
| ------- | ----- | --------- | ------ | --------- | ----- | ----- | ----- | ----- | ----- | ------- | --------- |
| ۲۲ ژوئن | ۱۶:۰۰ | بلغارستان | ۲–۳    | آلمان     | ۲۵–۲۱ | ۲۲–۲۵ | ۲۵–۲۳ | ۲۳–۲۵ | ۱۳–۱۵ | ۱۰۸–۱۰۹ | P2 Report |
| ۲۲ ژوئن | ۱۹:۱۵ | ایران     | ۳–۱    | کرهٔ جنوبی | ۲۷–۲۵ | ۲۳–۲۵ | ۲۵–۲۲ | ۲۵–۲۳ |       | ۱۰۰–۹۵  | P2 Report |
| ۲۳ ژوئن | ۱۶:۰۰ | آلمان     | ۳–۰    | کرهٔ جنوبی | ۲۵–۲۳ | ۲۵–۱۸ | ۲۵–۱۹ |       |       | ۷۵–۶۰   | P2 Report |
| ۲۳ ژوئن | ۱۸:۳۰ | ایران     | ۳–۱    | بلغارستان | ۲۵–۲۲ | ۲۵–۱۵ | ۲۳–۲۵ | ۲۵–۱۴ |       | ۹۸–۷۶   | P2 Report |
| ۲۴ ژوئن | ۱۶:۰۰ | بلغارستان | ۳–۲    | کرهٔ جنوبی | ۱۹–۲۵ | ۲۵–۲۲ | ۲۵–۱۸ | ۲۲–۲۵ | ۱۵–۱۲ | ۱۰۶–۱۰۲ | P2 Report |
| ۲۴ ژوئن | ۱۸:۳۰ | ایران     | ۳–۲    | آلمان     | ۲۵–۲۰ | ۲۳–۲۵ | ۲۵–۲۲ | ۲۲–۲۵ | ۱۵–۱۱ | ۱۱۰–۱۰۳ | P2 Report |

#### گروه ۲۰
- تمام زمان‌ها براساس ساعت تابستانی اروپای مرکزی (یوتی‌سی 2:00+) می‌باشد.

| تاریخ   | ساعت  |                     | امتیاز |                     | ست ۱  | ست ۲  | ست ۳  | ست ۴  | ست ۵  | مجموع   | گزارش     |
| ------- | ----- | ------------------- | ------ | ------------------- | ----- | ----- | ----- | ----- | ----- | ------- | --------- |
| ۲۲ ژوئن | ۱۷:۳۰ | ایالات متحده آمریکا | ۲–۳    | فرانسه              | ۲۱–۲۵ | ۲۵–۲۳ | ۲۸–۲۶ | ۲۰–۲۵ | ۱۲–۱۵ | ۱۰۶–۱۱۴ | P2 Report |
| ۲۲ ژوئن | ۲۰:۵۰ | ایتالیا             | ۰–۳    | روسیه               | ۲۱–۲۵ | ۲۲–۲۵ | ۲۰–۲۵ |       |       | ۶۳–۷۵   | P2 Report |
| ۲۳ ژوئن | ۱۷:۳۰ | ایالات متحده آمریکا | ۰–۳    | روسیه               | ۲۳–۲۵ | ۱۵–۲۵ | ۲۲–۲۵ |       |       | ۶۰–۷۵   | P2 Report |
| ۲۳ ژوئن | ۲۰:۳۰ | ایتالیا             | ۳–۰    | فرانسه              | ۲۵–۲۱ | ۲۵–۲۲ | ۲۷–۲۵ |       |       | ۷۷–۶۸   | P2 Report |
| ۲۴ ژوئن | ۱۷:۳۰ | فرانسه              | ۳–۰    | روسیه               | ۲۵–۲۰ | ۲۵–۱۳ | ۲۵–۱۸ |       |       | ۷۵–۵۱   | P2 Report |
| ۲۴ ژوئن | ۲۰:۳۰ | ایتالیا             | ۰–۳    | ایالات متحده آمریکا | ۲۳–۲۵ | ۱۷–۲۵ | ۲۷–۲۹ |       |       | ۶۷–۷۹   | P2 Report |

## دور نهایی
- تمام زمان‌ها براساس ساعت تابستانی اروپای مرکزی (یوتی‌سی 2:00+) می‌باشد.

### بازی گروهی
|  | راه‌یافته برای نیمه‌نهایی‌ها |

#### گروه A
|      |         | بازی | بازی | امتیاز | ست  | ست   | ست    | امتیاز | امتیاز | امتیاز |
| رتبه | تیم     | برد  | باخت | امتیاز | برد | باخت | نسبت  | برد    | باخت   | نسبت   |
| ---- | ------- | ---- | ---- | ------ | --- | ---- | ----- | ------ | ------ | ------ |
| ۱    | فرانسه  | ۲    | ۰    | ۵      | ۶   | ۲    | ۳٫۰۰۰ | ۱۸۳    | ۱۵۹    | ۱٫۱۵۱  |
| ۲    | برزیل   | ۱    | ۱    | ۴      | ۵   | ۳    | ۱٫۶۶۷ | ۱۸۳    | ۱۶۹    | ۱٫۰۸۳  |
| ۳    | صربستان | ۰    | ۲    | ۰      | ۰   | ۶    | ۰٫۰۰۰ | ۱۱۵    | ۱۵۳    | ۰٫۷۵۲  |

| تاریخ   | ساعت  |         | امتیاز |         | ست ۱  | ست ۲  | ست ۳  | ست ۴  | ست ۵  | مجموع   | گزارش     |
| ------- | ----- | ------- | ------ | ------- | ----- | ----- | ----- | ----- | ----- | ------- | --------- |
| ۴ ژوئیه | ۲۰:۴۵ | فرانسه  | ۳–۲    | برزیل   | ۲۲–۲۵ | ۲۵–۲۰ | ۲۱–۲۵ | ۲۵–۲۲ | ۱۵–۱۳ | ۱۰۸–۱۰۵ | P2 Report |
| ۵ ژوئیه | ۲۰:۴۵ | صربستان | ۰–۳    | برزیل   | ۱۶–۲۵ | ۲۶–۲۸ | ۱۹–۲۵ |       |       | ۶۱–۷۸   | P2 Report |
| ۶ ژوئیه | ۲۰:۴۵ | فرانسه  | ۳–۰    | صربستان | ۲۵–۱۹ | ۲۵–۱۸ | ۲۵–۱۷ |       |       | ۷۵–۵۴   | P2 Report |

#### گروه B
|      |                     | بازی | بازی | امتیاز | ست  | ست   | ست    | امتیاز | امتیاز | امتیاز |
| رتبه | تیم                 | برد  | باخت | امتیاز | برد | باخت | نسبت  | برد    | باخت   | نسبت   |
| ---- | ------------------- | ---- | ---- | ------ | --- | ---- | ----- | ------ | ------ | ------ |
| ۱    | روسیه               | ۲    | ۰    | ۶      | ۶   | ۱    | ۶٫۰۰۰ | ۱۷۲    | ۱۴۷    | ۱٫۱۷۰  |
| ۲    | ایالات متحده آمریکا | ۱    | ۱    | ۳      | ۳   | ۳    | ۱٫۰۰۰ | ۱۴۲    | ۱۳۶    | ۱٫۰۴۴  |
| ۳    | لهستان              | ۰    | ۲    | ۰      | ۱   | ۶    | ۰٫۱۶۷ | ۱۴۴    | ۱۷۵    | ۰٫۸۲۳  |

| تاریخ   | ساعت  |                     | امتیاز |                     | ست ۱  | ست ۲  | ست ۳  | ست ۴  | ست ۵ | مجموع | گزارش     |
| ------- | ----- | ------------------- | ------ | ------------------- | ----- | ----- | ----- | ----- | ---- | ----- | --------- |
| ۴ ژوئیه | ۱۸:۰۰ | روسیه               | ۳–۱    | لهستان              | ۲۵–۱۸ | ۲۵–۲۳ | ۲۲–۲۵ | ۲۵–۱۷ |      | ۹۷–۸۳ | P2 Report |
| ۵ ژوئیه | ۱۸:۰۰ | ایالات متحده آمریکا | ۳–۰    | لهستان              | ۲۸–۲۶ | ۲۵–۱۷ | ۲۵–۱۸ |       |      | ۷۸–۶۱ | P2 Report |
| ۶ ژوئیه | ۱۸:۰۰ | روسیه               | ۳–۰    | ایالات متحده آمریکا | ۲۵–۲۲ | ۲۵–۲۱ | ۲۵–۲۱ |       |      | ۷۵–۶۴ | P2 Report |

### چهار نهایی
|  | نیمه‌نهایی‌ها         | نیمه‌نهایی‌ها |                |   | نهایی | نهایی |
|  |                     |             |                |   |       |       |
|  | ۷ ژوئیه             |             |                |   |       |       |
|  |                     |             |                |   |       |       |
|  | فرانسه              | ۳           |                |   |       |       |
|  | فرانسه              | ۳           | ۸ ژوئیه        |   |       |       |
|  | ایالات متحده آمریکا | ۲           |                |   |       |       |
|  | ایالات متحده آمریکا | ۲           | فرانسه         | ۰ |       |       |
|  | ۷ ژوئیه             |             | فرانسه         | ۰ |       |       |
|  |                     | روسیه       | ۳              |   |       |       |
|  | روسیه               | روسیه       | ۳              | ۳ |       |       |
|  | روسیه               |             |                | ۳ |       |       |
|  | برزیل               | ۰           |                |   |       |       |
|  | برزیل               | ۰           | رقابت مقام سوم |   |       |       |
|  |                     |             |                |   |       |       |
|  | ۸ ژوئیه             |             |                |   |       |       |
|  |                     |             |                |   |       |       |
|  | ایالات متحده آمریکا | ۳           |                |   |       |       |
|  | ایالات متحده آمریکا | ۳           |                |   |       |       |
|  | برزیل               | ۰           |                |   |       |       |

#### نیمه‌نهایی‌ها
| تاریخ   | ساعت  |        | امتیاز |                     | ست ۱  | ست ۲  | ست ۳  | ست ۴  | ست ۵  | مجموع  | گزارش     |
| ------- | ----- | ------ | ------ | ------------------- | ----- | ----- | ----- | ----- | ----- | ------ | --------- |
| ۷ ژوئیه | ۱۴:۰۰ | فرانسه | ۳–۲    | ایالات متحده آمریکا | ۲۵–۱۸ | ۲۵–۱۷ | ۲۳–۲۵ | ۲۴–۲۶ | ۱۵–۱۳ | ۱۱۲–۹۹ | P2 Report |
| ۷ ژوئیه | ۱۷:۰۰ | روسیه  | ۳–۰    | برزیل               | ۲۵–۱۷ | ۲۵–۱۸ | ۲۵–۱۴ |       |       | ۷۵–۴۹  | P2 Report |

#### دیدار سومی
| تاریخ   | ساعت  |                     | امتیاز |       | ست ۱  | ست ۲  | ست ۳  | ست ۴ | ست ۵ | مجموع | گزارش     |
| ------- | ----- | ------------------- | ------ | ----- | ----- | ----- | ----- | ---- | ---- | ----- | --------- |
| ۸ ژوئیه | ۱۷:۰۰ | ایالات متحده آمریکا | ۳–۰    | برزیل | ۲۵–۲۱ | ۲۸–۲۶ | ۲۸–۲۶ |      |      | ۸۱–۷۳ | P2 Report |

#### فینال
| تاریخ   | ساعت  |        | امتیاز |       | ست ۱  | ست ۲  | ست ۳  | ست ۴ | ست ۵ | مجموع | گزارش     |
| ------- | ----- | ------ | ------ | ----- | ----- | ----- | ----- | ---- | ---- | ----- | --------- |
| ۸ ژوئیه | ۲۰:۴۵ | فرانسه | ۰–۳    | روسیه | ۲۲–۲۵ | ۲۰–۲۵ | ۲۳–۲۵ |      |      | ۶۵–۷۵ | P2 Report |

## رده‌بندی نهایی
| رتبه | تیم                 |
| ---- | ------------------- |
| 1    | روسیه               |
| 2    | فرانسه              |
| 3    | ایالات متحده آمریکا |
| ۴    | برزیل               |
| ۵    | لهستان              |
| ۵    | صربستان             |
| ۷    | کانادا              |
| ۸    | ایتالیا             |
| ۹    | آلمان               |
| ۱۰   | ایران               |
| ۱۱   | بلغارستان           |
| ۱۲   | ژاپن                |
| ۱۳   | استرالیا            |
| ۱۴   | آرژانتین            |
| ۱۵   | چین                 |
| ۱۶   | کرهٔ جنوبی           |

| قهرمان لیگ ملت‌های ۲۰۱۸ · روسیه · نخستین عنوان فهرست تیمی برای دور نهایی: الیا ولازوف، Dmitry Kovalyov, آرتم ولویچ، Anton Karpukhov, دمیتری ولکوف (c), الکساندر سوکولوف، Igor Filippov, دیمیتری موزرسکی، ویکتور پولتائف، ماکسیم میخائیلوف، ایگو کلیویکا، Romanas Shkulyavichus, ایگور کوبزار، Aleksey Kabeshov. · سر مربی: Sergey Shlyapnikov. |

## جوایز
| - باارزش‌ترین بازیکن ماکسیم میخائیلوف - بهترین پاسور بنجامین تونیوتی - بهترین اسپک زننده پشت خط تیلور ساندر دمیتری ولکوف | - بهترین مدافعان میانی کوین لو رو دیمیتری موزرسکی - بهترین اسپک زننده قطر پاسور مت اندرسون - بهترین لیبرو جنیا گربنیکوف |

## صدرنشینان آماری

### دور مقدماتی
تا تاریخ ۲۴ ژوئن ۲۰۱۸
| بهترین امتیاز آورنده‌ها | بهترین امتیاز آورنده‌ها | بهترین امتیاز آورنده‌ها | بهترین امتیاز آورنده‌ها | بهترین امتیاز آورنده‌ها | بهترین امتیاز آورنده‌ها |
|                        | بازیکن                 | آبشارها                | دفاع‌ها                 | سرویس‌ها                | مجموع                  |
| ---------------------- | ---------------------- | ---------------------- | ---------------------- | ---------------------- | ---------------------- |
| ۱                      | Jiang Chuan            | ۲۴۲                    | ۱۹                     | ۱۳                     | ۲۷۴                    |
| ۲                      | والاس دسوزا            | ۱۸۱                    | ۱۹                     | ۱۶                     | ۲۱۶                    |
| ۳                      | میلاد عبادی‌پور         | ۱۶۶                    | ۱۳                     | ۱۴                     | ۱۹۳                    |
| ۴                      | Yūji Nishida           | ۱۶۷                    | ۶                      | ۱۴                     | ۱۸۷                    |
| ۵                      | دیمیتری موزرسکی        | ۱۴۶                    | ۲۵                     | ۱۴                     | ۱۸۵                    |

| بهترین حمله کننده‌ها | بهترین حمله کننده‌ها | بهترین حمله کننده‌ها | بهترین حمله کننده‌ها | بهترین حمله کننده‌ها | بهترین حمله کننده‌ها | بهترین حمله کننده‌ها |
|                     | بازیکن              | آبشارها             | خطاها               | ضربه‌ها              | مجموع               | ٪                   |
| ------------------- | ------------------- | ------------------- | ------------------- | ------------------- | ------------------- | ------------------- |
| ۱                   | دیمیتری موزرسکی     | ۱۴۶                 | ۱۵                  | ۶۲                  | ۲۲۳                 | ۶۵٫۴۷               |
| ۲                   | Jiang Chuan         | ۲۴۲                 | ۹۱                  | ۱۰۷                 | ۴۴۰                 | ۵۵٫۰۰               |
| ۳                   | مت اندرسون          | ۱۳۶                 | ۴۴                  | ۷۲                  | ۲۵۲                 | ۵۳٫۹۷               |
| ۴                   | دراژن لوبوریچ       | ۱۳۶                 | ۳۷                  | ۸۶                  | ۲۵۹                 | ۵۲٫۵۱               |
| ۵                   | کریستین فروم        | ۱۳۳                 | ۴۲                  | ۸۳                  | ۲۵۹                 | ۵۲٫۵۱               |

| بهترین دفاع کننده‌ها | بهترین دفاع کننده‌ها | بهترین دفاع کننده‌ها | بهترین دفاع کننده‌ها | بهترین دفاع کننده‌ها | بهترین دفاع کننده‌ها | بهترین دفاع کننده‌ها |
|                     | بازیکن              | دفاع‌ها              | خطاها               | برگشت‌ها             | مجموع               | میانگین             |
| ------------------- | ------------------- | ------------------- | ------------------- | ------------------- | ------------------- | ------------------- |
| ۱                   | اسوتوسلاو گوتسف     | ۳۴                  | ۶۹                  | ۸۰                  | ۱۸۳                 | ۰٫۵۷                |
| ۲                   | Agustín Loser       | ۳۲                  | ۸۰                  | ۹۲                  | ۲۰۴                 | ۰٫۵۶                |
| ۳                   | الیا ولازوف         | ۲۷                  | ۷۹                  | ۶۰                  | ۱۶۶                 | ۰٫۵۴                |
| ۴                   | Rao Shuhan          | ۲۹                  | ۵۴                  | ۳۳                  | ۱۱۶                 | ۰٫۵۴                |
| ۵                   | یاکوب کوخانوفسکی    | ۲۶                  | ۴۵                  | ۵۰                  | ۱۲۱                 | ۰٫۵۱                |

| بهترین سرویس زننده‌ها | بهترین سرویس زننده‌ها | بهترین سرویس زننده‌ها | بهترین سرویس زننده‌ها | بهترین سرویس زننده‌ها | بهترین سرویس زننده‌ها | بهترین سرویس زننده‌ها |
|                      | بازیکن               | امتیاز سرویس‌ها       | خطاها                | رد شده‌ها             | مجموع                | میانگین              |
| -------------------- | -------------------- | -------------------- | -------------------- | -------------------- | -------------------- | -------------------- |
| ۱                    | اروین انگاپت         | ۱۷                   | ۳۴                   | ۷۴                   | ۱۲۵                  | ۰٫۳۱                 |
| ۲                    | Jan Zimmermann       | ۱۸                   | ۲۵                   | ۱۳۰                  | ۱۷۳                  | ۰٫۳۱                 |
| ۳                    | مت اندرسون           | ۱۷                   | ۴۴                   | ۹۸                   | ۱۵۹                  | ۰٫۳۰                 |
| ۴                    | والاس دسوزا          | ۱۶                   | ۱۸                   | ۱۳۹                  | ۱۷۳                  | ۰٫۲۹                 |
| ۵                    | گراهام ویگراس        | ۱۵                   | ۱۷                   | ۱۵۸                  | ۱۹۰                  | ۰٫۲۸                 |

| بهترین تنظیم کننده‌ها | بهترین تنظیم کننده‌ها | بهترین تنظیم کننده‌ها | بهترین تنظیم کننده‌ها | بهترین تنظیم کننده‌ها | بهترین تنظیم کننده‌ها | بهترین تنظیم کننده‌ها |
|                      | بازیکن               | در حالت حرکت         | خطاها                | در حالت سکون         | مجموع                | میانگین              |
| -------------------- | -------------------- | -------------------- | -------------------- | -------------------- | -------------------- | -------------------- |
| ۱                    | Maximiliano Cavanna  | ۹۹۵                  | ۵                    | ۲۸۵                  | ۱۲۸۵                 | ۱۷٫۴۶                |
| ۲                    | سعید معروف           | ۸۳۰                  | ۱۱                   | ۳۲۳                  | ۱۱۶۴                 | ۱۴٫۰۷                |
| ۳                    | ایگور کوبزار         | ۶۶۹                  | ۹                    | ۱۴۸                  | ۸۲۶                  | ۱۳٫۳۸                |
| ۴                    | Tyler Sanders        | ۶۷۹                  | ۷                    | ۳۰۰                  | ۹۸۶                  | ۱۲٫۸۱                |
| ۵                    | میکا کریستنسون       | ۶۹۴                  | ۴                    | ۴۴                   | ۷۴۲                  | ۱۲٫۳۹                |

| بهترین توپ گیرنده‌ها | بهترین توپ گیرنده‌ها | بهترین توپ گیرنده‌ها | بهترین توپ گیرنده‌ها | بهترین توپ گیرنده‌ها | بهترین توپ گیرنده‌ها | بهترین توپ گیرنده‌ها |
|                     | بازیکن              | توپ‌گیری‌ها           | خطاها               | دریافت با ساعد      | مجموع               | میانگین             |
| ------------------- | ------------------- | ------------------- | ------------------- | ------------------- | ------------------- | ------------------- |
| ۱                   | Luke Perry          | ۷۳                  | ۰                   | ۱۳۶                 | ۲۰۹                 | ۱٫۳۰                |
| ۲                   | Maximiliano Cavanna | ۶۸                  | ۰                   | ۱۰۴                 | ۱۷۲                 | ۱٫۱۹                |
| ۳                   | میکا کریستنسون      | ۶۵                  | ۰                   | ۳۵                  | ۱۰۰                 | ۱٫۱۶                |
| ۴                   | جنیا گربنیکوف       | ۶۰                  | ۰                   | ۸۹                  | ۱۴۹                 | ۱٫۱۱                |
| ۵                   | پاوو زاتورسکی       | ۵۴                  | ۱۲                  | ۷۱                  | ۱۳۷                 | ۱٫۰۶                |

| بهترین دریافت کننده‌ها | بهترین دریافت کننده‌ها | بهترین دریافت کننده‌ها | بهترین دریافت کننده‌ها | بهترین دریافت کننده‌ها | بهترین دریافت کننده‌ها | بهترین دریافت کننده‌ها |
|                       | بازیکن                | ممتازها               | خطاها                 | توپ‌رسانی‌ها            | مجموع                 | ٪                     |
| --------------------- | --------------------- | --------------------- | --------------------- | --------------------- | --------------------- | --------------------- |
| ۱                     | پاوو زاتورسکی         | ۵۹                    | ۹                     | ۱۳۷                   | ۲۰۵                   | ۲۴٫۳۹                 |
| ۲                     | فیلیپو لانزا          | ۶۱                    | ۱۲                    | ۱۴۴                   | ۲۱۷                   | ۲۲٫۵۸                 |
| ۳                     | تاتسویا فوکوزاوا      | ۸۲                    | ۱۵                    | ۲۱۵                   | ۳۱۲                   | ۲۱٫۴۷                 |
| ۴                     | Tomás López           | ۶۳                    | ۹                     | ۱۹۰                   | ۲۶۲                   | ۲۰٫۶۱                 |
| ۵                     | Santiago Danani       | ۹۱                    | ۱۶                    | ۲۶۰                   | ۳۶۷                   | ۲۰٫۴۴                 |

### دور نهایی
تا تاریخ ۸ ژوئیه ۲۰۱۸
| بهترین امتیاز آورنده‌ها | بهترین امتیاز آورنده‌ها | بهترین امتیاز آورنده‌ها | بهترین امتیاز آورنده‌ها | بهترین امتیاز آورنده‌ها | بهترین امتیاز آورنده‌ها |
|                        | بازیکن                 | آبشارها                | دفاع‌ها                 | سرویس‌ها                | مجموع                  |
| ---------------------- | ---------------------- | ---------------------- | ---------------------- | ---------------------- | ---------------------- |
| ۱                      | استفن بوایه            | ۶۴                     | ۸                      | ۳                      | ۷۵                     |
| ۲                      | اروین انگاپت           | ۵۸                     | ۴                      | ۵                      | ۶۷                     |
| ۳                      | ماکسیم میخائیلوف       | ۵۳                     | ۵                      | ۵                      | ۶۳                     |
| ۴                      | والاس دسوزا            | ۵۹                     | ۲                      | ۰                      | ۶۱                     |
| ۵                      | مت اندرسون             | ۴۶                     | ۱                      | ۴                      | ۵۱                     |

| بهترین حمله کننده‌ها | بهترین حمله کننده‌ها | بهترین حمله کننده‌ها | بهترین حمله کننده‌ها | بهترین حمله کننده‌ها | بهترین حمله کننده‌ها | بهترین حمله کننده‌ها |
|                     | بازیکن              | آبشارها             | خطاها               | ضربه‌ها              | مجموع               | ٪                   |
| ------------------- | ------------------- | ------------------- | ------------------- | ------------------- | ------------------- | ------------------- |
| ۱                   | بارتوش کورک         | ۲۱                  | ۵                   | ۷                   | ۳۳                  | ۶۳٫۶۴               |
| ۲                   | استفن بوایه         | ۶۴                  | ۱۷                  | ۲۶                  | ۱۰۷                 | ۵۹٫۸۱               |
| ۳                   | ماکسیم میخائیلوف    | ۵۳                  | ۱۰                  | ۲۶                  | ۸۹                  | ۵۹٫۵۵               |
| ۴                   | والاس دسوزا         | ۵۹                  | ۲۰                  | ۲۲                  | ۱۰۱                 | ۵۸٫۴۲               |
| ۵                   | مارکو ایوویچ        | ۱۵                  | ۶                   | ۶                   | ۲۷                  | ۵۵٫۵۶               |

| بهترین دفاع کننده‌ها | بهترین دفاع کننده‌ها | بهترین دفاع کننده‌ها | بهترین دفاع کننده‌ها | بهترین دفاع کننده‌ها | بهترین دفاع کننده‌ها | بهترین دفاع کننده‌ها |
|                     | بازیکن              | دفاع‌ها              | خطاها               | برگشت‌ها             | مجموع               | میانگین             |
| ------------------- | ------------------- | ------------------- | ------------------- | ------------------- | ------------------- | ------------------- |
| ۱                   | لوکاس ساتکمپ        | ۱۱                  | ۱۶                  | ۲۷                  | ۵۴                  | ۰٫۷۹                |
| ۲                   | ایگو کلیویکا        | ۹                   | ۷                   | ۳                   | ۱۹                  | ۰٫۶۹                |
| ۳                   | مائوریسیو سوزا      | ۹                   | ۱۸                  | ۱۲                  | ۳۹                  | ۰٫۶۴                |
| ۴                   | کوین لو رو          | ۹                   | ۲۲                  | ۱۲                  | ۴۳                  | ۰٫۵۶                |
| ۵                   | دمیتری ولکوف        | ۷                   | ۱۰                  | ۱۰                  | ۲۷                  | ۰٫۵۴                |

| بهترین سرویس زننده‌ها | بهترین سرویس زننده‌ها | بهترین سرویس زننده‌ها | بهترین سرویس زننده‌ها | بهترین سرویس زننده‌ها | بهترین سرویس زننده‌ها | بهترین سرویس زننده‌ها |
|                      | بازیکن               | امتیاز سرویس‌ها       | خطاها                | رد شده‌ها             | مجموع                | میانگین              |
| -------------------- | -------------------- | -------------------- | -------------------- | -------------------- | -------------------- | -------------------- |
| ۱                    | ایگو کلیویکا         | ۶                    | ۶                    | ۳۸                   | ۵۰                   | ۰٫۴۶                 |
| ۲                    | ایبو روسا            | ۷                    | ۱۰                   | ۳۰                   | ۴۷                   | ۰٫۴۴                 |
| ۳                    | دمیتری ولکوف         | ۵                    | ۱۳                   | ۳۵                   | ۵۳                   | ۰٫۳۸                 |
| ۴                    | ماکسیم میخائیلوف     | ۵                    | ۱۰                   | ۴۰                   | ۵۵                   | ۰٫۳۸                 |
| ۵                    | سرچکو لیسیناس        | ۲                    | ۴                    | ۱۰                   | ۱۶                   | ۰٫۳۳                 |

| بهترین تنظیم کننده‌ها | بهترین تنظیم کننده‌ها | بهترین تنظیم کننده‌ها | بهترین تنظیم کننده‌ها | بهترین تنظیم کننده‌ها | بهترین تنظیم کننده‌ها | بهترین تنظیم کننده‌ها |
|                      | بازیکن               | در حالت حرکت         | خطاها                | در حالت سکون         | مجموع                | میانگین              |
| -------------------- | -------------------- | -------------------- | -------------------- | -------------------- | -------------------- | -------------------- |
| ۱                    | برونو رزنده          | ۲۵۲                  | ۳                    | ۴                    | ۲۵۹                  | ۱۸٫۰۰                |
| ۲                    | Dmitry Kovalyov      | ۲۲۶                  | ۵                    | ۲                    | ۲۳۳                  | ۱۷٫۳۸                |
| ۳                    | بنجامین تونیوتی      | ۲۷۶                  | ۱                    | ۰                    | ۲۷۷                  | ۱۷٫۲۵                |
| ۴                    | میکا کریستنسون       | ۲۳۸                  | ۱                    | ۲                    | ۲۴۱                  | ۱۷٫۰۰                |
| ۵                    | نیکولا یوویچ         | ۹۵                   | ۰                    | ۱                    | ۹۶                   | ۱۵٫۸۳                |

| بهترین توپ گیرنده‌ها | بهترین توپ گیرنده‌ها | بهترین توپ گیرنده‌ها | بهترین توپ گیرنده‌ها | بهترین توپ گیرنده‌ها | بهترین توپ گیرنده‌ها | بهترین توپ گیرنده‌ها |
|                     | بازیکن              | توپ‌گیری‌ها           | خطاها               | دریافت با ساعد      | مجموع               | میانگین             |
| ------------------- | ------------------- | ------------------- | ------------------- | ------------------- | ------------------- | ------------------- |
| ۱                   | پاوو زاتورسکی       | ۱۴                  | ۰                   | ۱۶                  | ۳۰                  | ۲٫۰۰                |
| ۲                   | Thales Hoss         | ۲۶                  | ۰                   | ۲۹                  | ۵۵                  | ۱٫۸۶                |
| ۳                   | دمیتری ولکوف        | ۱۸                  | ۰                   | ۱۲                  | ۳۰                  | ۱٫۳۸                |
| ۴                   | اروین انگاپت        | ۲۰                  | ۰                   | ۱۱                  | ۳۱                  | ۱٫۲۵                |
| ۵                   | Aleksey Kabeshov    | ۱۶                  | ۰                   | ۱۶                  | ۳۲                  | ۱٫۲۳                |

| بهترین دریافت کننده‌ها | بهترین دریافت کننده‌ها | بهترین دریافت کننده‌ها | بهترین دریافت کننده‌ها | بهترین دریافت کننده‌ها | بهترین دریافت کننده‌ها | بهترین دریافت کننده‌ها |
|                       | بازیکن                | ممتازها               | خطاها                 | توپ‌رسانی‌ها            | مجموع                 | ٪                     |
| --------------------- | --------------------- | --------------------- | --------------------- | --------------------- | --------------------- | --------------------- |
| ۱                     | Thales Hoss           | ۲۴                    | ۴                     | ۴۷                    | ۷۵                    | ۲۶٫۶۷                 |
| ۲                     | لوکاس ادوارد لوه      | ۲۰                    | ۵                     | ۴۵                    | ۷۰                    | ۲۱٫۴۳                 |
| ۳                     | تیلور ساندر           | ۱۹                    | ۴                     | ۴۹                    | ۷۲                    | ۲۰٫۸۳                 |
| ۴                     | جنیا گربنیکوف         | ۱۳                    | ۲                     | ۶۱                    | ۷۶                    | ۱۴٫۴۷                 |
| ۵                     | اروین انگاپت          | ۱۸                    | ۴                     | ۷۷                    | ۹۹                    | ۱۴٫۱۴                 |

## فناوری

### بازاریابی
فدراسیون بین‌المللی والیبال با استراتژی نام تجاری جهانی با طراحی شرکت لندور اسوشیت برای ایجاد نام تجاری لیگ ملت‌های والیبال همکاری داشته‌است. نام تجاری VNL (وی ان ال) با استفاده از تکنولوژی دیجیتال نوآورانه ایجاد شد و همچنین شرکت لندور یک لوگو و تایپوگرافی منحصر به فرد ایجاد کرد که در آن شکل هر حرف با ضبط حرکت ردیابی مسیر عبور توپ از بازیکن به بازیکنی دیگر ایجاد شد.

### دیجیتال
مایکروسافت، شرکت فناوری آمریکایی - چند ملیتی، قراردادی را با فدراسیون جهانی امضا کرده‌است. بر این اساس نحوه پخش ورزش والیبال در فضای دیجیتال تغییر می‌کند. این قرار داد تحت پوشش، «پلتفرم ورزشی دیجیتال مایکروسافت» برای ایجاد خدمات دیجیتالی جدید و ارائه محتوای شخصی بر اساس تقاضا به منظور افزایش مخاطبان جهانی اف آی وی بی و بهبود هوشیاری بازیکن و تماشاگر ایجاد شده‌است.

### رسانه‌ها
- برخی از رسانه‌های ملی و کارتی که مسابقات را به صورت زنده پخش می‌کنند.
- تلویزیون ملی ایتالیا رای
- گلوبو - اسپورت تی وی
- موبایل‌تل - نوا اسپورت
- لکیپ
- پُلست
- بین اسپورت عربی - الکأس
- زد د اف - اسپورت ۱
- متچ تی وی
- روم‌تلکام
- تی وی ۵ موندو
- رادیو تلویزیون ملی صربستان (آر تی اس)
- تلویزیون مرکزی چین (سی سی تی وی)
- فوجی تلویژن - ان‌اچ‌کی
- کی‌پی‌ان زیگو اسپورت
- رادیو تلویزیون ملی ایران (شبکه ۳ - شبکه ورزش)
- استارهاب
- اس ان آر تی
- تی‌وی‌بی
- نیوز کورپ فکس
- آفریقای شمالی و آمریکای شمالی بین اسپورت - فلو اسپورت
- آمریکای مرکزی و کارائیب اسکای مکزیک